# Зарецкий, Константин Вячеславович
Константин Вячеславович Зарецкий (род. 16 апреля 1979) — российский дзюдоист, призёр чемпионатов России, чемпион России среди кадетов, юниоров и молодёжи, чемпион и призёр чемпионатов мира среди военнослужащих, призёр чемпионата мира среди студентов, призёр Кубков мира по дзюдо, обладатель Суперкубка мира (Москва, 2008), мастер спорта России международного класса.

## Биография
Член сборной команды страны в 2002—2009 годах. Завершил спортивную карьеру. Сотрудник департамента массового дзюдо Федерации дзюдо России. Участвует в показательных выступлениях перед полицейским руководством.

## Спортивные результаты
- Чемпионат России по дзюдо 2001 года — ;
- Чемпионат России по дзюдо 2006 года — ;
- Чемпионат России по дзюдо 2009 года — ;